# Bismarckstraße 99 (Mönchengladbach)

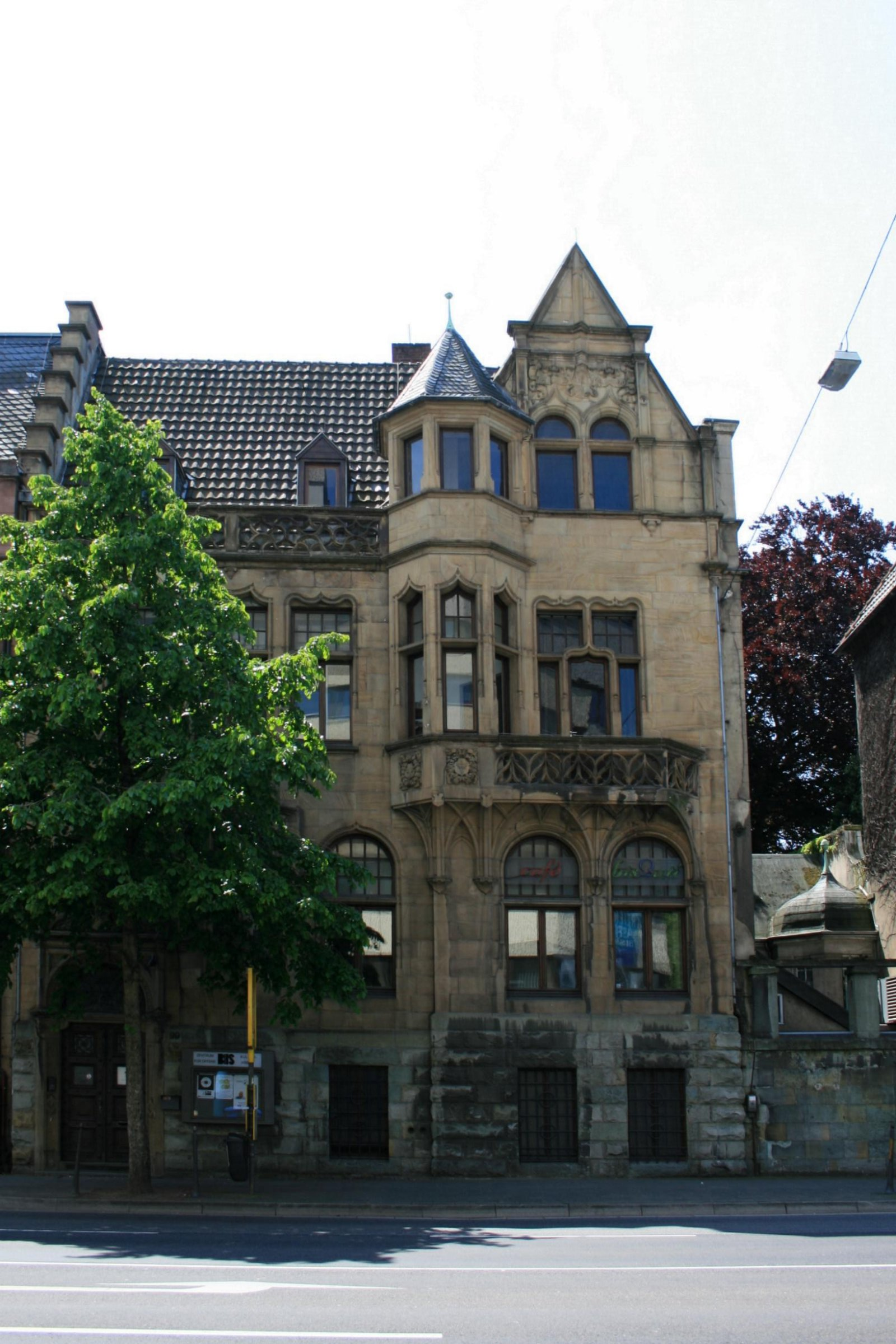
Ehemalige Volkshochschule (2010)

Die ehemalige Volkshochschule Bismarckstraße 99 befindet sich in Mönchengladbach (Nordrhein-Westfalen) im Stadtteil Gladbach.
Das Haus wurde 1900 erbaut. Es ist unter Nr. B 031 am 24. September 1985 in die Denkmalliste der Stadt Mönchengladbach eingetragen worden.

## Architektur
Bei dem Objekt handelt es sich um ein zweigeschossiges traufständiges Gebäude mit fünf Fensterachsen und einem abgewalmten Satteldach und Werksteinfassade.
Das um 1900 erbaute Haus wurde im Dachbereich mit erneuerter Falzziegeldeckung und zwei verschieferten Dachgauben versehen. Haustüre und ein Teil der Fenster stammen noch aus der Erbauungszeit. Unter Schutz gestellt ist auch der im Garten stehende Pavillon.